# Àtal I de Pèrgam
Àtal I de Pèrgam (grec antic: Ἄτταλος Σωτήρ, Áttalos Sōtḗr, llatí: Attălus Soter) fou rei de Pèrgam del 241 aC al 197 aC. D'ell, en va prendre el nom la dinastia Atàlida.
Era fill d'Àtal, germà de Filèter i d'Antioquis, filla d'Aqueu. Va succeir en el tron el seu cosí Èumenes I. Va ser el primer que es va enfrontar als gàlates, sobre els quals va obtenir una victòria decisiva després de la qual va assolir el títol de rei. Una escultura que representa aquesta victòria es va col·locar a l'Acròpoli d'Atenes.
Es va aprofitar dels conflictes familiars entre els selèucides i el 229 aC va derrotar Antíoc Híerax, que era aliat dels gàlates i que després de la derrota gàlata, només va conservar el suport egipci, poc significatiu. Després de tres campanyes victorioses d'Àtal, finalment Antíoc va haver de fugir i els seus dominis es van repartir entre pergamides, egipcis, macedonis (Cària), gàlates i capadocis (227 aC).
El 226 aC es va apoderar d'extenses regions de Frígia a l'oest del Taure. El 225 aC el nou rei selèucida, Seleuc III Ceraune (o Sòter) va enviar un exèrcit sota el comandament del seu oncle Andròmac, però aquest exèrcit va caure derrotat i Andròmac fou fet presoner i enviat a Egipte. Sota Antíoc III el Gran, Aqueu va ser enviat contra Pèrgam (222 aC) i va derrotar Àtal. Això va reduir el seu regne als límits de l'any 228 aC.
El 220 aC va esclatar la guerra entre Rodes i la ciutat de Bizanci i Àtal es va posar del costat dels bizantins però no va ser de cap ajut apreciable. El 218 aC amb l'ajut de mercenaris gàlates va recuperar algunes ciutats d'Eòlia però, en mig de victòries generals, l'exèrcit va quedar desbandat quan es va produir un eclipsi que va alarmar els gàlates, i no van voler seguir.
El 216 aC es va aliar a Antíoc III el gran contra Aqueu. El 211 aC es va incorporar a l'aliança de Roma amb la Lliga Etòlia, contra Filip V de Macedònia i la Lliga Aquea. El 209 aC va ser nomenat pretor de la Lliga Etòlia juntament amb Pírries i el 208 aC es va reunir amb una petita flota al romà Sulpici. Després d'una victòria a Egina el 207 aC va assaltar Peparethos, va conquerir Oreos, i tot seguit Opos. Es trobava a aquesta ciutat quan de poc que no va caure presoner de Filip V. En assabentar-se que el rei Prúsies I de Bitínia havia envaït el regne va tornar cuitadament.
L'any 205 aC, per una interpretació dels llibres sibil·lins, els romans van enviar una ambaixada a Àsia per emportar-se la Mare Idea (la Gran Mare Frígia dels déus) que era a Pessinos. Àtal els va rebre i els va donar la pedra que era el símbol de la deessa. A la pau general del 204 aC, Prúsies i Àtal hi van quedar inclosos, el primer com aliat macedoni i el segon com aliat romà.
Quan la guerra va esclatar entre Filip V i Rodes, Àtal va prendre partit per l'illa, i es va aliar a Egipte, Quios, Cízic i Bizanci, i com a conseqüència l'any següent (201 aC) va esclatar la guerra oberta. En la batalla naval que es va lliurar en aigües de Quios no hi va haver un vencedor clar, però la flota dels rodis va ser derrotada enfront de Milet (es va poder retirar cap al sud i reorganitzar-se); els macedonis van desembarcar a Milet, van assolar el regne de Pèrgam i van avançar cap a la capital, ciutat que no van poder ocupar i finalment els macedonis van anar a passar l'hivern a Cària.
L'any 200 aC Àtal, invitat pels atenencs, va anar a Atenes, on se li van tributar honors. Es va crear una nova tribu anomenada Atalis (Attalis) en honor seu. Una ambaixada romana era a la ciutat i es va declarar formalment la guerra a Filip V. El mateix any va intentar aixecar el setge a què els macedonis i els seus aliats sotmetien Abidos, però sense èxit.
En la campanya del 199 aC va actuar en unió dels romans tant en la flota com en l'exèrcit de terra. Les forces combinades van ocupar Oreos a Eubea però va haver de retornar a Àsia on Antíoc III atacava Frígia. Antíoc va haver de renunciar a l'atac i retirar les tropes sota pressió de Roma.
L'hivern del 198 aC el va passar a Egina i a la primavera del 197 aC va assistir a una assemblea a Tebes amb la intenció de separar als beocis de l'aliança amb Macedònia. Quan era a Tebes va patir una apoplexia i el van portar a Pèrgam on va morir amb 72 anys i després de 44 de regnat.
És considerat defensor de les arts i les ciències, i un governant just i fidel aliat. Amic generós i un bon pare i espòs. La seva dona es deia Apol·lònies (o Apol·lonis) i amb ella va tenir quatre fills: Èumenes II que el va succeir (197 aC-159 aC), Àtal II Filadelf (159 aC-139 aC), Filèter i Ateneu.